# Trent Lowe

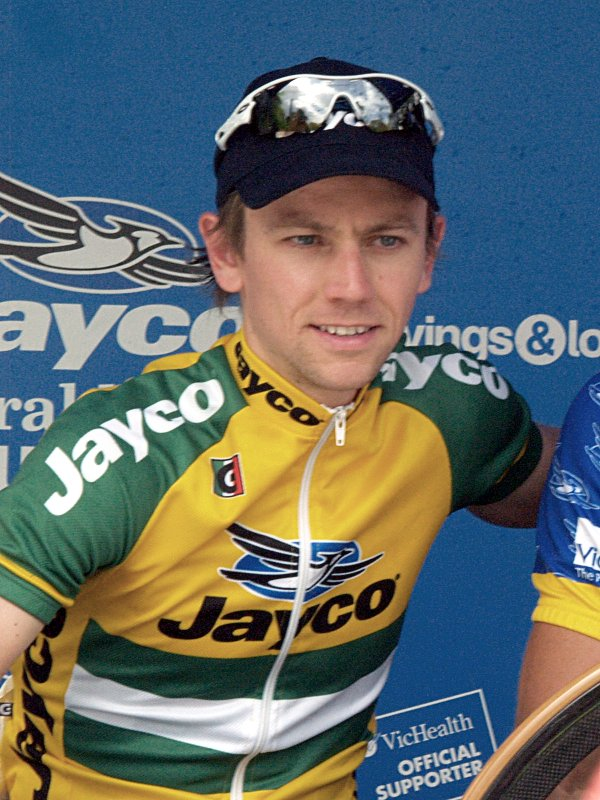
Trent Lowe als Gesamtdritter auf dem Podium der Herald Sun Tour 2007

Trent Lowe (* 8. Oktober 1984) ist ein australischer Radrennfahrer.
Trent Lowe war in seiner Jugendzeit als Mountainbiker aktiv. Er war schon zweimal bei Weltmeisterschaften erfolgreich. 2001 wurde er Dritter im Cross Country in der Juniorenklasse und 2002 holte er sich sogar den Titel.
2005 fuhr er für das Straßenradsportteam Jittery Joe’s, für das er eine Etappe des Redlands Bicycle Classic gewann. Daraufhin wechselte er zu den US-amerikanischen ProTeam Discovery Channel. Von 2008 bis Ende 2010 fuhr er für Slipstream-Chipotle, für das er die Tour de France 2008 bestritt und als 76 beendete.

## Erfolge – Mountainbike
2001
- Australischer Meister – Cross Country (Junioren)

2002
- Australischer Meister – Cross Country (Junioren)
- Weltmeister – Cross Country (Junioren)

2003
- Australischer Meister – Cross Country (U23)

2004
- Australischer Meister – Cross Country (U23)

2008
- eine Etappe Tour de Georgia

## Teams
- 2005 Jittery Joe’s-Kalahari
- 2006 Discovery Channel
- 2007 Discovery Channel
- 2008 Slipstream-Chipotle
- 2009 Garmin-Chipotle
- 2010 Garmin-Transitions